# Tabuaças
Tabuaças est une paroisse civile portugaise (en portugais : freguesia) de la municipalité de Vieira do Minho dans le district de Braga.

## Géographie
Tabuaças est située à l'ouest de Vieira do Minho, en direction de Póvoa de Lanhoso.
La paroisse comprend les lieux-dits d'Assento, Barreiro, Cerdeirinhas, Devesa Escura, Outeiro, Pepim, Postemião, Pousadouro, Real et Vila.

## Histoire
La paroisse de Tabuaças est mentionnée dès le XIe siècle.
Au XVIe siècle, elle absorbe la paroisse voisine de Real .

## Démographie
Lors du recensement de 2021, Tabuaças compte 887 habitants.